# Hans Kotter (artiste)
Hans Kotter (né en 1966 à Mühldorf am Inn) est un artiste contemporain allemand.

## Biographie
Kotter étudie à l'Art Students League of New York jusqu'en 1994. Il travaille dans le domaine de la photographie, de l'art conceptuel, de l'objet, du Light art et de l'installation. De 2007 à 2013, il est chargé d'enseignement à l'académie des arts appliqués de Stuttgart.
En 2004, Kotter reçoit le Kulturpreis Bayern d'E.ON Bayern AG. Ses œuvres sont présentes dans de nombreuses expositions individuelles, collectives et dans des collections d'art à travers le monde. Il vit à Berlin depuis 2003.

## Œuvre
Le travail de Hans Kotter se concentre sur les éléments physiques et artistiques de base pour la lumière, la couleur et l'espace. Il s'intéresse à leurs apparences sous différentes conditions matérielles, à leurs effets. Il crée des objets individuels minimalistes et des installations étendues, qui utilisent souvent des méthodes photographiques.

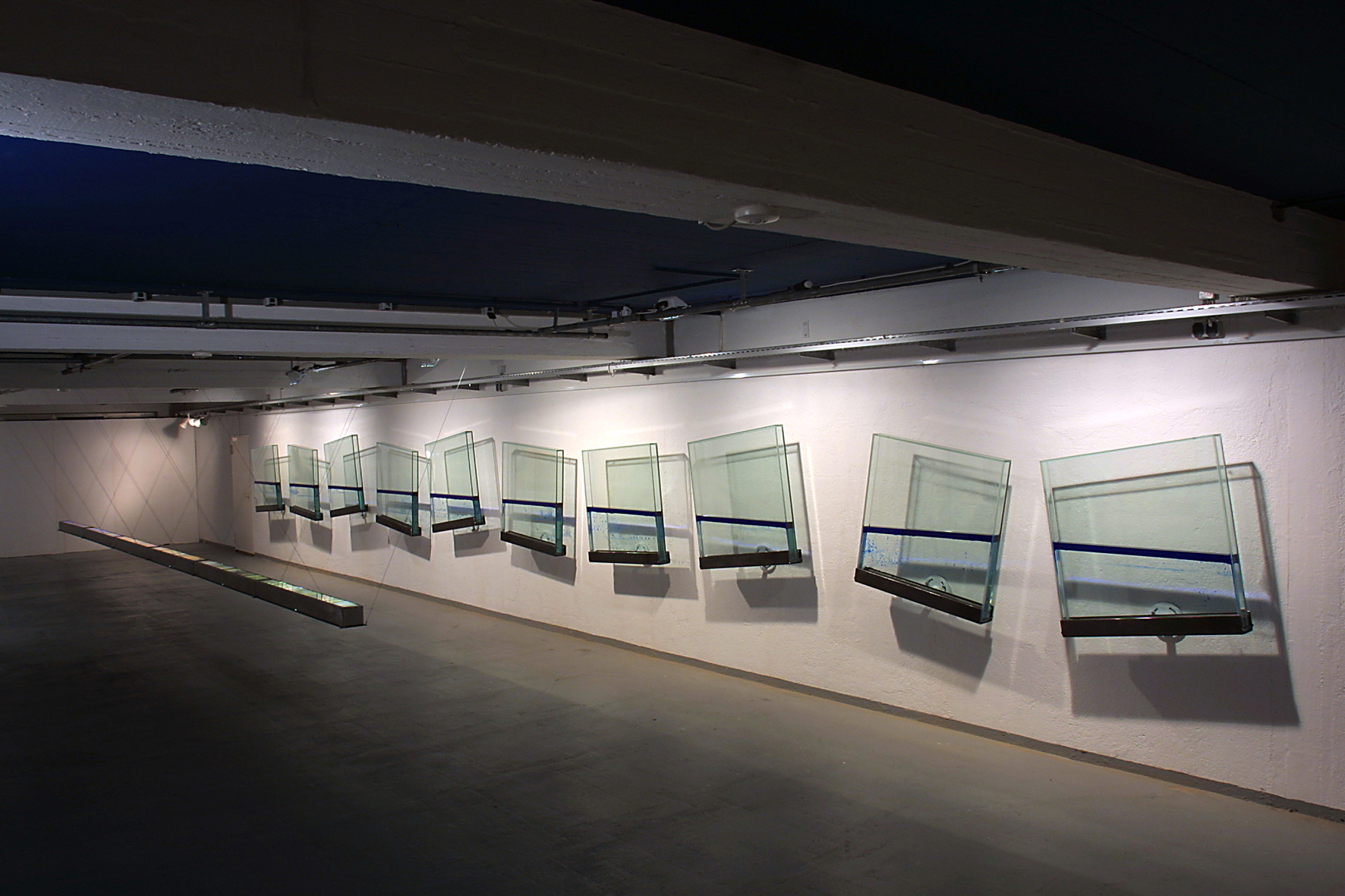
Balance, 2008
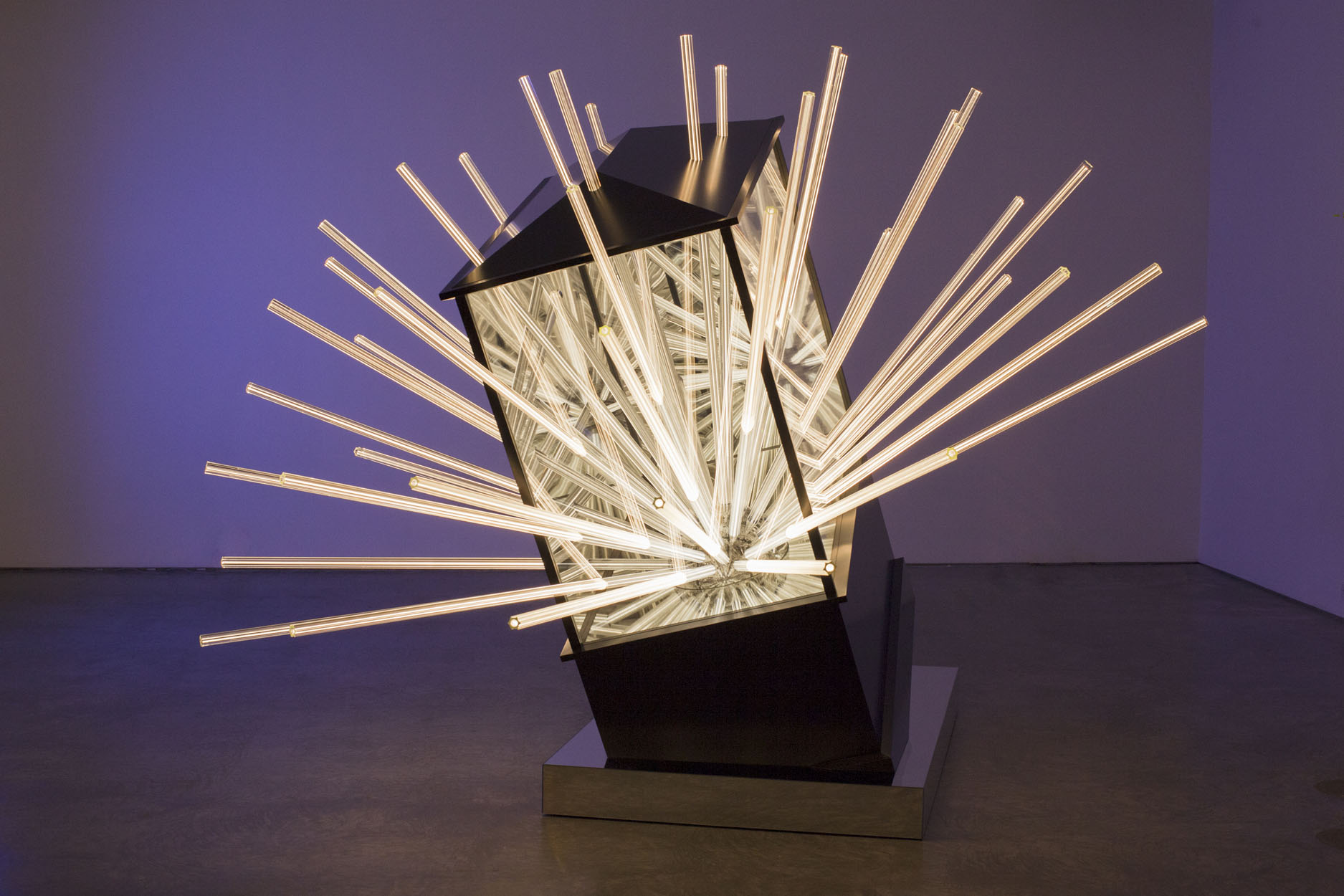
Big Bang….Interruption!, 2013
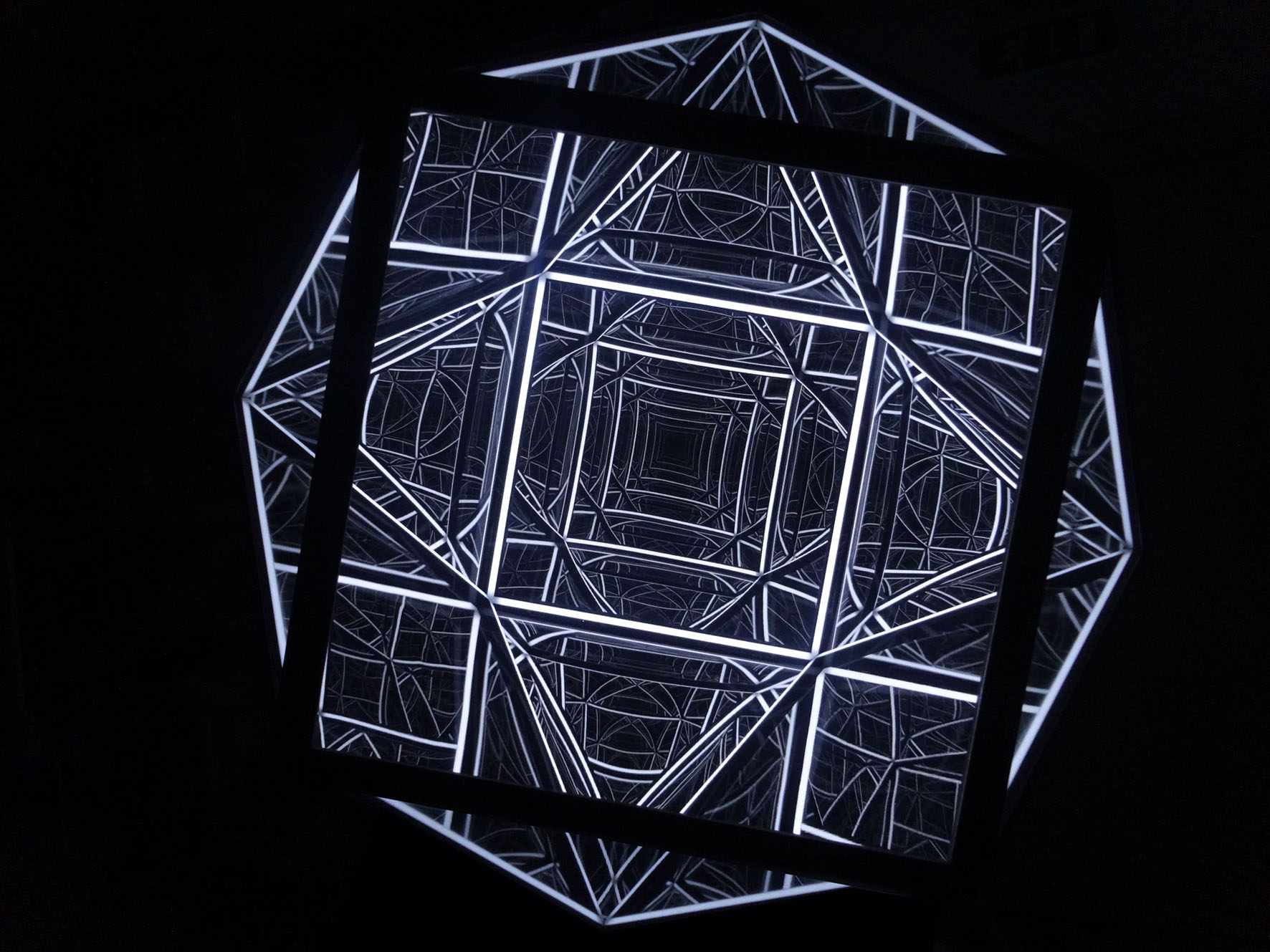
Point of View, 2017
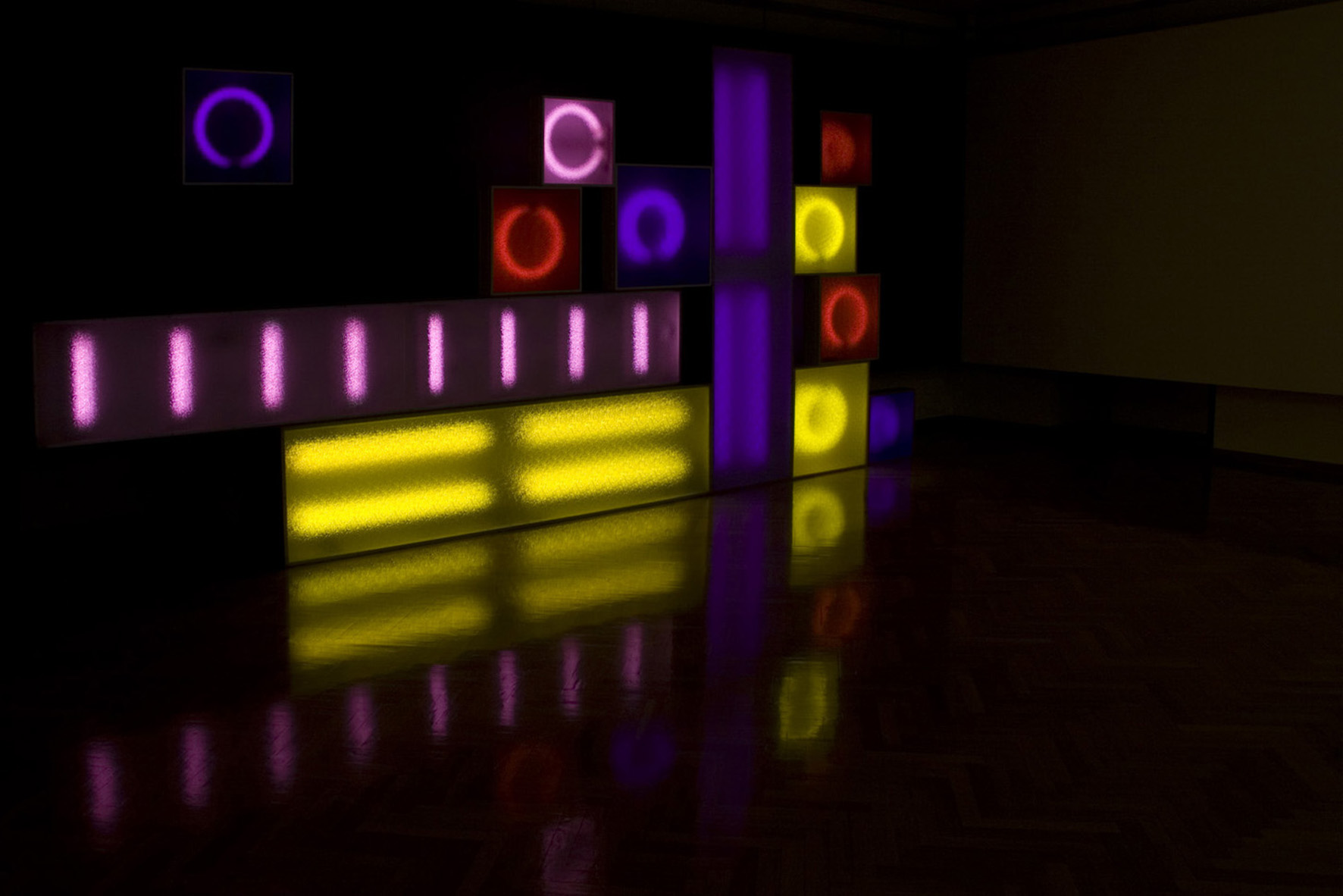
Replaced, 2008